# Еркје (Салерно)
Еркје је насеље у Италији у округу Салерно, региону Кампанија.
Према процени из 2011. у насељу је живело 83 становника. Насеље се налази на надморској висини од 10 м.